# El Salvadors Billie Jean King Cup-lag
 El Salvadors Billie Jean King Cup-lag representerar El Salvador i tennisturneringen Billie Jean King Cup, och kontrolleras av El Salvadors tennisförbund.

## Historik
El Salvador deltog första gången 1992. Bästa resultat är då man kvalspelade till Grupp I 2003 och 2004.